# ジョアン・ジラン・ロドリゲス
ジョアン・ジラン・ロドリゲス（João Girão Rodrigues、1558年 - 1628年10月15日）は、ポルトガルのイエズス会宣教師である。自身が来日する以前に来日した同じポルトガル出身で同名の宣教師（ジョアン・ロドリゲス）とは血縁関係はない。

## 経歴・人物
1586年（天正14年）に活動拠点を置いていたポルトガル領インドから来日し、豊後や肥前の大村、平戸等九州地方を中心に布教活動を行う。1603年（慶長8年）からは長崎のイエズス会本部にて日本準管区長の秘書となった。
翌1604年（慶長9年）には先に来日していた同じイエズス会士でイタリア出身のアレッサンドロ・ヴァリニャーノの指示によって作成された報告書であった『耶蘇会士日本年報』の執筆にも携わった。しかし1619年（元和5年）に発令されたキリシタン追放令により追放され離日し、その後はポルトガル領マカオに居住し1628年に同地で死去した。